# Diócesis de Cuauhtémoc-Madera
La diócesis de Cuauhtémoc-Madera (en latín: Dioecesis Cuauhtemocensis-Materiensis) es una circunscripción eclesiástica de la Iglesia católica en México. Se trata de una diócesis latina, sufragánea de la arquidiócesis de Chihuahua. Desde el 7 de diciembre de 2022 su obispo es Jesús Omar Alemán Chávez.

## Territorio y organización
La diócesis tiene 37 405 km² y extiende su jurisdicción sobre los fieles católicos de rito latino residentes en el estado de Chihuahua en los 12 municipios de: Cuauhtémoc, Riva Palacio, Cusihuiriachi, Bachíniva, Namiquipa, Guerrero, Ocampo, Moris, Matachí, Temósachic, Gómez Farías y Madera. Forma parte de la Zona Pastoral Norte.
La sede de la diócesis se encuentra en la ciudad de Cuauhtémoc, en donde se halla la Catedral de San Antonio de Padua. En Madera se encuentra la Concatedral de San Pedro Apóstol.
En 2021 en la diócesis existían 29 parroquias.

## Historia

### Prelatura territorial
La prelatura territorial de Madera fue erigida el 25 de abril de 1966 con la bula In Christi similitudinem del papa Pablo VI, obteniendo el territorio de la arquidiócesis de Chihuahua y de las diócesis de Ciudad Juárez y de Ciudad Obregón. La sede de la prelatura era la ciudad de Madera, en donde se erigió como catedral la iglesia de San Pedro Apóstol. Justo Goizueta Gridilla, O.A.R., fue elegido como primer obispo prelado, el 14 de enero de 1970 y fue ordenado como tal el 8 de febrero de 1970.
El 7 de octubre de 1982, como consecuencia del decreto Quo aptius de la Congregación para los Obispos, cedió nuevamente el municipio de Yécora en el estado de Sonora a la diócesis de Ciudad Obregón.
Renato Ascencio León sucedió a Goizueta como obispo prelado de Madera. En 1994 fue trasladado a la diócesis de Ciudad Juárez.

### Diócesis
El 17 de noviembre de 1995, en virtud de la bula Cum praelatura del papa Juan Pablo II, se amplió para incluir una parte del territorio que anteriormente había pertenecido a la arquidiócesis de Chihuahua y se elevó a diócesis con su nombre actual, tras la transferencia de la sede desde Madera a Cuauhtémoc.
Juan Guillermo López Soto se convirtió en su primer obispo el 15 de diciembre del mismo año, elevando a la parroquia de San Antonio de Padua, en Cuauhtémoc, al rango de catedral y dejando a la parroquia del Sagrado Corazón de Jesús, en Madera, como concatedral de San Pedro.
El 8 de septiembre de 2021 la diócesis quedó vacante por la muerte de López Soto, hasta el 7 de diciembre de 2022, cuando Jesús Omar Alemán Chávez, proveniente de la diócesis de Tarahumara, fue electo obispo de Cuauhtémoc-Madera por el papa Francisco. El 4 de marzo de 2023 fue ordenado como obispo de Cuauhtémoc-Madera.

## Estadísticas
Según el Anuario Pontificio 2022 la diócesis tenía a fines de 2021 un total de 378 762 fieles bautizados.
| Año                                                                             | Población            | Población | Población      | Sacerdotes | Sacerdotes    | Sacerdotes    | Bautizados por sacerdote | Diáconos permanentes | Religiosos | Religiosos | Parroquias |
| Año                                                                             | Bautizados católicos | Total     | % de católicos | Total      | Clero secular | Clero regular | Bautizados por sacerdote | Diáconos permanentes | Varones    | Mujeres    | Parroquias |
| ------------------------------------------------------------------------------- | -------------------- | --------- | -------------- | ---------- | ------------- | ------------- | ------------------------ | -------------------- | ---------- | ---------- | ---------- |
| 1966                                                                            | ?                    | 111 344   | ?              | ?          | ?             | ?             | ?                        |                      | ?          | 6          | ?          |
| 1970                                                                            | 145 000              | 150 000   | 96.7           | 20         |               | 20            | 7250                     |                      | 21         | 20         | 12         |
| 1976                                                                            | 225 000              | 230 000   | 97.8           | 22         | 3             | 19            | 10 227                   |                      | 21         | 10         | 14         |
| 1980                                                                            | 184 800              | 190 000   | 97.3           | 25         | 5             | 20            | 7392                     |                      | 21         | 21         | 15         |
| 1990                                                                            | 295 000              | 305 000   | 96.7           | 27         | 12            | 15            | 10 925                   |                      | 15         | 32         | 16         |
| 1999                                                                            | 302 611              | 351 532   | 86.1           | 37         | 24            | 13            | 8178                     |                      | 13         | 68         | 24         |
| 2000                                                                            | 306 373              | 355 505   | 86.2           | 39         | 23            | 16            | 7855                     |                      | 20         | 78         | 24         |
| 2001                                                                            | 311 231              | 358 524   | 86.8           | 37         | 22            | 15            | 8411                     |                      | 18         | 71         | 25         |
| 2002                                                                            | 315 807              | 363 794   | 86.8           | 37         | 23            | 14            | 8535                     |                      | 17         | 71         | 25         |
| 2003                                                                            | 320 474              | 369 170   | 86.8           | 34         | 23            | 11            | 9425                     |                      | 12         | 66         | 25         |
| 2004                                                                            | 324 960              | 374 338   | 86.8           | 37         | 26            | 11            | 8782                     |                      | 12         | 68         | 25         |
| 2006                                                                            | 332 804              | 383 374   | 86.8           | 39         | 28            | 11            | 8533                     |                      | 12         | 69         | 26         |
| 2013                                                                            | 351 538              | 404 955   | 86.8           | 42         | 32            | 10            | 8369                     |                      | 11         | 56         | 26         |
| 2016                                                                            | 360 388              | 415 150   | 86.8           | 42         | 33            | 9             | 8580                     | 1                    | 9          | 49         | 27         |
| 2019                                                                            | 373 147              | 429 847   | 86.8           | 44         | 34            | 10            | 8480                     | 1                    | 11         | 46         | 28         |
| 2021                                                                            | 378 762              | 436 316   | 86.8           | 45         | 36            | 9             | 8416                     | 1                    | 9          | 43         | 29         |
| Fuente: Catholic-Hierarchy, que a su vez toma los datos del Anuario Pontificio. |                      |           |                |            |               |               |                          |                      |            |            |            |

## Episcopologio

### Prelados de Madera
La prelatura territorial fue sede vacante de 1966 a 1970.
| Escudo | Nombre del titular                | Título adicional | Período                                  | Fin del cargo (razón)            |
| ------ | --------------------------------- | ---------------- | ---------------------------------------- | -------------------------------- |
|        | Justo Goizueta Gridilla, O.A.R. † |                  | 14 de enero de 1970-2 de febrero de 1988 | Retirado                         |
|        | Renato Ascencio León †            |                  | 19 de julio de 1988-7 de octubre de 1994 | Nombrado obispo de Ciudad Juárez |

### Obispos de Cuauhtémoc-Madera
| Escudo | Nombre del titular          | Período                                         | Fin del cargo (razón) |
| ------ | --------------------------- | ----------------------------------------------- | --------------------- |
|        | Juan Guillermo López Soto † | 17 de noviembre de 1995-8 de septiembre de 2021 | Falleció              |
|        | Jesús Omar Alemán Chávez    | Desde el 7 de diciembre de 2022                 |                       |